# Pardosa amazonia
Pardosa amazonia är en spindelart som först beskrevs av Tamerlan Thorell 1895. Pardosa amazonia ingår i släktet Pardosa och familjen vargspindlar.
Artens utbredningsområde är Myanmar. Inga underarter finns listade i Catalogue of Life.